# راغودة زوغمايرية
راغودة زوغمايرية (الاسم العلمي: Rhagodes zugmayeri) هي نوع من العنكبوتيات تتبع جنس الراغودة من الفصيلة الراغودية.